# 대한민국 대학영화제
대한민국 대학영화제는 전국 대학생 및 영화영상관련 대학생들이 만든 영화를 통해 상호교류와 선의의 경쟁을 추구하여 한국영상문화의 발전을 도모하고 일반 관객들과 함께 어우러지는 축제 형식의 영화제이다.
전국의 대학 영화 전공학생, 영화학도를 대상으로 실시한 설문을 바탕으로 선정되는 올해의 영화인상도 주관한다.

## 올해의 영화인 시상식 역대 수상

### 제1회 (2004년)
올해의 영화인

| 부문          | 수상자       | 작품            |
| ------------- | ------------ | --------------- |
| 제작자상      | 싸이더스 FNH | 《살인의 추억》 |
| 감독상        | 박찬욱       | 《올드보이》    |
| 올해의 남배우 | 최민식       | 《올드보이》    |
| 올해의 여배우 | 문소리       | 《바람난 가족》 |

### 제2회 (2006년)
올해의 영화인

| 부문          | 수상자 | 작품     |
| ------------- | ------ | -------- |
| 제작자상      | 청어람 | 《괴물》 |
| 감독상        | 봉준호 | 《괴물》 |
| 올해의 남배우 | 조승우 | 《타짜》 |
| 올해의 여배우 | 김혜수 | 《타짜》 |

### 제3회 (2007년)
올해의 영화인

| 부문          | 수상자    | 작품     |
| ------------- | --------- | -------- |
| 제작자상      | 영화사 집 | 《행복》 |
| 감독상        | 허진호    | 《행복》 |
| 올해의 남배우 | 송강호    | 《밀양》 |
| 올해의 여배우 | 전도연    | 《밀양》 |

### 제4회 (2008년)
| 부문       | 수상자 | 작품                            |
| ---------- | ------ | ------------------------------- |
| 제작자상   | 비단길 | 《추격자》                      |
| 감독상     | 나홍진 | 《추격자》                      |
| 남우주연상 | 김윤석 | 《추격자》                      |
| 여우주연상 | 손예진 | 《아내가 결혼했다》             |
| 남우조연상 | 박희순 | 《세븐데이즈》                  |
| 여우조연상 | 신민아 | 《고고70》                      |
| 촬영상     | 이모개 | 《좋은 놈, 나쁜 놈, 이상한 놈》 |
| 기술상     | 박천복 | 《좋은 놈, 나쁜 놈, 이상한 놈》 |
| 편집상     | 김선민 | 《추격자》                      |
| 음향상     | 이승철 | 《세븐데이즈》                  |

### 제5회 (2009년)
| 부문       | 수상자 | 작품           |
| ---------- | ------ | -------------- |
| 작품상     | 김용화 | 《국가대표》   |
| 감독상     | 봉준호 | 《마더》       |
| 남우주연상 | 하정우 | 《국가대표》   |
| 여우주연상 | 하지원 | 《해운대》     |
| 남우조연상 | 진구   | 《마더》       |
| 여우조연상 | 김해숙 | 《박쥐》       |
| 남자신인상 | 강지환 | 《7급 공무원》 |
| 여자신인상 | 박보영 | 《과속스캔들》 |
| 촬영상     | 김영호 | 《해운대》     |
| 기술상     | 정성진 | 《국가대표》   |
| 편집상     | 신민경 | 《해운대》     |
| 음악상     | 이재학 | 《국가대표》   |

### 제6회 (2010년)
| 부문       | 수상자 | 작품                  |
| ---------- | ------ | --------------------- |
| 작품상     | 이창동 | 《시》                |
| 감독상     | 이정범 | 《아저씨》            |
| 남우주연상 | 원빈   | 《아저씨》            |
| 여우주연상 | 수애   | 《심야의 FM》         |
| 남우조연상 | 박철민 | 《시라노 연애조작단》 |
| 여우조연상 | 류현경 | 《방자전》            |
| 남자신인상 | 송새벽 | 《방자전》            |
| 여자신인상 | 이민정 | 《시라노 연애조작단》 |
| 촬영상     | 이태윤 | 《아저씨》            |
| 조명상     | 추인식 | 《방자전》            |
| 편집상     | 남나영 | 《악마를 보았다》     |
| 음악상     | 심현정 | 《아저씨》            |
| 각본상     | 김현석 | 《시라노 연애조작단》 |